# Finale Europees kampioenschap voetbal 1988
De finale van het Europees kampioenschap voetbal 1988 werd gehouden op 25 juni 1988 in het Olympiastadion in München. Nederland bereikte voor de eerste keer de finale en nam het op tegen de Sovjet-Unie, dat het EK al eens won in 1960 en verliezend finalist was in 1964 en 1972. In de groepsfase hadden Nederland en de Sovjet-Unie elkaar ook al getroffen. De Oost-Europeanen wonnen toen tegen de verhouding in met 1-0. In de finale trok Oranje aan het langste eind. Na doelpunten van Ruud Gullit en Marco van Basten werd het 2-0.

## Wedstrijdverslag

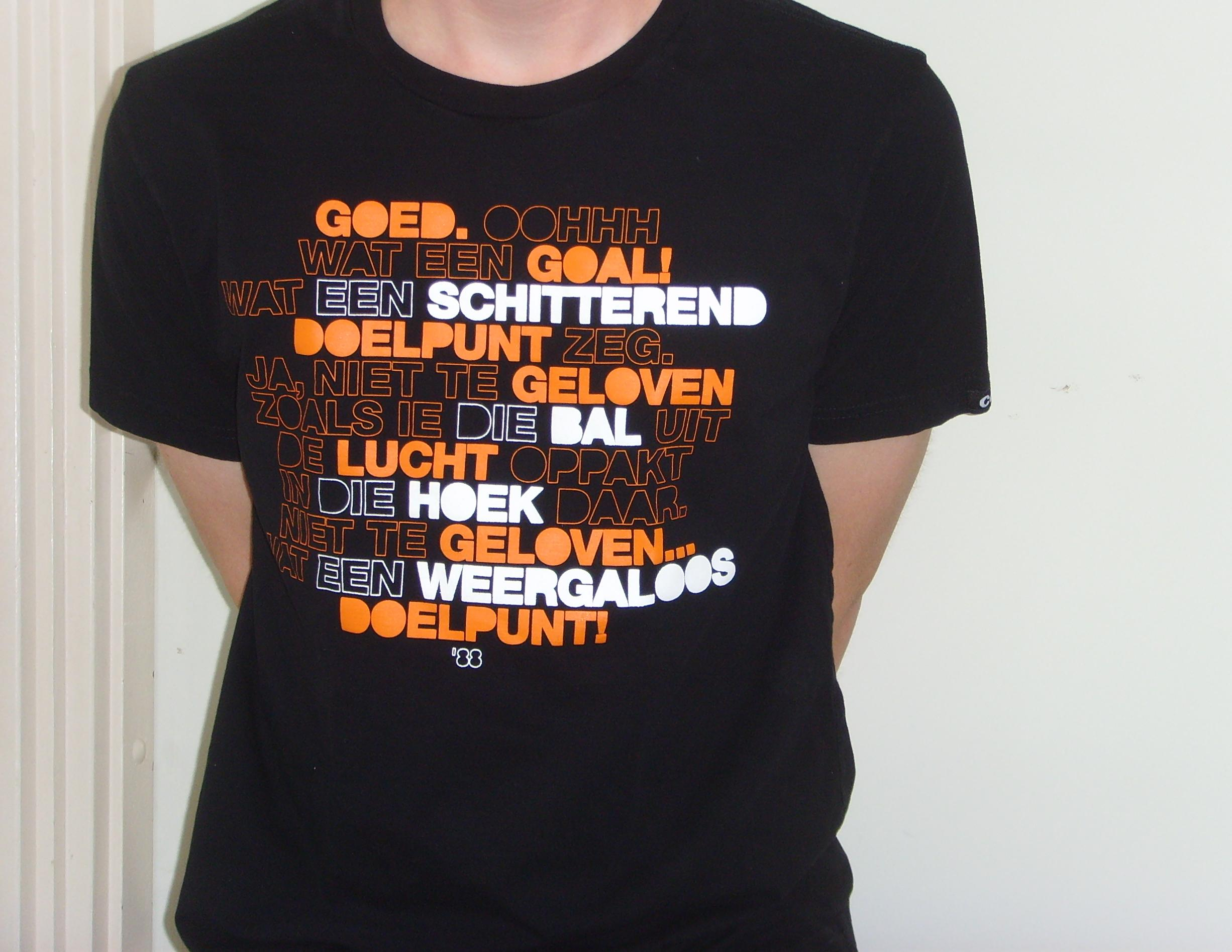
T-shirt met het Nederlandse tv-commentaar op het doelpunt van Marco van Basten, dat binnen Nederland wordt beschouwd als een van de hoogtepunten van het vaderlandse voetbal.

In het begin was de Sovjet-Unie de baas op het veld en moest Hans van Breukelen ingrijpen op een inzet van Igor Bilanov. Een sterke actie van Ruud Gullit brak de wedstrijd open, eerst werd hij gevloerd en de daaropvolgende vrije trap van dezelfde Gullit werd tot hoekschop verwerkt door Rinat Dasajev. Uit deze hoekschop scoorde Gullit ongedekt het openingsdoelpunt na doorkoppen van Marco van Basten. Na tien minuten in de tweede helft volgde nog een doelpunt voor Oranje; Adri van Tiggelen speelde de bal vanaf het midden naar de linkerzijde richting Arnold Mühren, die het leer vervolgens diagonaal naar Van Basten speelde. Van Basten trapte de bal in één keer - uit een schier onmogelijke hoek - over doelman Dasajev in het doel. De 2-0 stand bleef behouden tot het eind van de wedstrijd, hoewel een aan de Sovjet-Unie toegekende strafschop na een overtreding van doelman Hans van Breukelen bijna voor de aansluitingstreffer zorgde. Het schot van Bilanov werd echter door de Utrechtse doelman gestopt. Legendarisch was het vingertje, dat Van Breukelen toonde aan Bilanov onder het motto: ik weet wat je doet. Van Breukelen gaf later de credits aan zijn oude coach Jan Reker, die in een boekje alle strafschoppen opschreef. Daarvoor schoot Igor Bilanov ook nog op de paal, in totaliteit het vierde schot op de paal tegen Oranje dat toernooi. Daarna kwam Nederland niet meer in gevaar en haalde het land zijn eerste (en voorlopig enige) hoofdprijs. Een dag later werden de spelers als helden ontvangen in hun land, vooral het rondje in de grachten van Amsterdam ging de geschiedenisboeken in als een hoogtepunt.

## Doelpunt Van Basten
Het doelpunt van Marco van Basten wordt door velen beschouwd als een van de hoogtepunten van het kampioenschap van 1988, en in de perceptie van sommigen van het Europees kampioenschap in het algemeen. Het commentaar van sportverslaggever Theo Reitsma werd in Nederland bijna even bekend als de goal van Van Basten.

Van Tiggelen. Een tegen een wordt het. Mühren. Van Basten. Goed. Oh, wat een goal! Wat een goal! Wat een schitterend doelpunt zeg! Ja, niet te geloven zoals ie die bal uit de lucht oppakt in die hoek daar. Niet te geloven. Wat een weergaloos doelpunt. Tjongejonge, wat een doelpunt zeg. Onvoorstelbaar ingeknald. Want waar zit ie helemaal? Ja, niet eens in beeld. Daar helemaal voorbij het doelgebied. Bam! 2-0.

### Wedstrijdgegevens
|                                       |             |                           |           |                                                                                         |
| 25 juni 1988 «onderlinge duels» 15:30 | Sovjet-Unie | 0 – 2                     | Nederland | Olympiastadion, München Toeschouwers: 72.308 Scheidsrechter: Michel Vautrot (Frankrijk) |
| 25 juni 1988 «onderlinge duels» 15:30 |             | 33' Gullit 54' Van Basten |           | Olympiastadion, München Toeschouwers: 72.308 Scheidsrechter: Michel Vautrot (Frankrijk) |

| Sovjet-Unie | Nederland |

| Sovjet-Unie:      |    |                         |            |
|                   |    |                         |            |
| GK                | 1  | Rinat Dasajev           |            |
| RB                | 5  | Anatoli Demjanenko      | Kreeg geel |
| CB                | 7  | Sergej Alejnikov        |            |
| CB                | 3  | Vagiz Chidijatoellin    | Kreeg geel |
| LB                | 6  | Vasili Rats             |            |
| RM                | 8  | Gennadi Litovtsjenko    | Kreeg geel |
| CM                | 9  | Aleksandr Zavarov       |            |
| CM                | 15 | Oleksij Mychajlytsjenko |            |
| LM                | 18 | Sjarhej Hotsmanov       | 68'        |
| CF                | 10 | Oleg Protasov           | 71'        |
| CF                | 11 | Ihor Bilanov            |            |
| Wissels:          |    |                         |            |
| GK                | 16 | Viktor Tsjanov          |            |
| DF                | 12 | Vjatsjeslav Soekristov  |            |
| DF                | 13 | Tengiz Soelakvelidze    |            |
| MF                | 19 | Serhij Baltatsja        | 68'        |
| MF                | 20 | Viktor Pasoelko         | 71'        |
| Coach:            |    |                         |            |
| Valeri Lobanovsky |    |                         |            |

| Nederland:    |    |                    |            |
|               |    |                    |            |
| GK            | 1  | Hans van Breukelen |            |
| RB            | 6  | Berry van Aerle    | Kreeg geel |
| CB            | 17 | Frank Rijkaard     |            |
| CB            | 4  | Ronald Koeman      |            |
| LB            | 2  | Adri van Tiggelen  |            |
| RM            | 7  | Gerald Vanenburg   |            |
| CM            | 8  | Arnold Mühren      |            |
| CM            | 20 | Jan Wouters        | Kreeg geel |
| LM            | 13 | Erwin Koeman       |            |
| CF            | 12 | Marco van Basten   |            |
| CF            | 10 | Ruud Gullit        |            |
| Wissels:      |    |                    |            |
| GK            | 16 | Joop Hiele         |            |
| DF            | 18 | Wilbert Suvrijn    |            |
| MF            | 11 | John van 't Schip  |            |
| FW            | 9  | John Bosman        |            |
| FW            | 14 | Wim Kieft          |            |
| Coach:        |    |                    |            |
| Rinus Michels |    |                    |            |

KNVB ·
A-internationals ·
Bondscoaches (m) ·
Topscorers ·
Nederlands vrouwenelftal ·
Bondscoaches (v) ·
Nederland B ·
Olympisch elftal ·
Jong Oranje ·
Nederland –20 ·
Nederland –19 ·
Nederland –18 ·
Nederland –17 ·
Nederland –16 ·
Nederland –15 ·
Nederlands amateurelftal ·
Nederlands zaterdagelftal ·
Jong OranjeLeeuwinnen ·
Vrouwen –20 ·
Vrouwen –19 ·
Vrouwen –18 ·
Vrouwen –17 ·
Vrouwen –16 ·
Vrouwen –15 ·
Militair mannenelftal ·
Militair vrouwenelftal ·
Strandteam ·
Vrouwen Strandteam ·
Futsalteam ·
Vrouwen Futsalteam

EK-wedstrijden ·
WK-wedstrijden ·
Resultaten kwalificaties en eindronden ·
Nederland B-wedstrijden ·
Officieuze wedstrijden ·
EK-wedstrijden vrouwen ·
WK-wedstrijden vrouwen ·
Resultaten vrouwen kwalificaties en eindronden
1905 – 1919 ·
1920 – 1929 ·
1930 – 1939 ·
1940 – 1949 ·
1950 – 1959 ·
1960 – 1969 ·
1970 – 1979 ·
1980 – 1989 ·
1990 – 1999 ·
2000 – 2009 ·
2010 – 2019 ·
2020 – 2029
2015 ·
2016 ·
2017 ·
2018 ·
2019 ·
2020 ·
2021 · 
2022
EK's: 1976 · 
1980 · 
1988 · 
1992 · 
1996 · 
2000 · 
2004 · 
2008 · 
2012 · 
2020 · 
2024
WK's: 1934 · 
1938 · 
1974 · 
1978 · 
1990 · 
1994 · 
1998 · 
2006 · 
2010 · 
2014 · 
2022
OS: 1908 ·
1912 ·
1920 ·
1924 ·
1928 ·
1948 ·
1952 ·
2008
Albanië ·
Andorra ·
Argentinië ·
Armenië ·
Australië ·
België ·
Bosnië en Herzegovina ·
Brazilië ·
Bulgarije ·
Canada ·
Chili ·
China ·
Colombia ·
Costa Rica ·
Curaçao ·
Cyprus ·
DDR ·
Denemarken ·
Duitsland ·
Ecuador ·
Egypte ·
Engeland ·
Estland ·
Faeröer ·
Finland ·
Frankrijk ·
GOS · 
Georgië ·
Ghana ·
Gibraltar ·
Griekenland ·
Hongarije ·
Ierland ·
IJsland ·
Indonesië ·
Iran ·
Israël ·
Italië ·
Ivoorkust ·
Japan ·
Joegoslavië ·
Kameroen ·
Kazachstan ·
Kroatië ·
Letland ·
Liechtenstein ·
Luxemburg ·
Malta ·
Marokko ·
Mexico ·
Moldavië ·
Montenegro ·
Nederlandse Antillen ·
Nigeria ·
Noord-Ierland ·
Noord-Macedonië ·
Noorwegen ·
Oekraïne ·
Oostenrijk ·
Paraguay ·
Peru ·
Polen ·
Portugal ·
Qatar ·
Roemenië ·
Rusland ·
Saarland ·
San Marino ·
Saoedi-Arabië ·
Schotland ·
Senegal ·
Servië en Montenegro ·
Slovenië ·
Slowakije ·
Sovjet-Unie ·
Spanje ·
Suriname ·
Thailand ·
Tsjechië ·
Tsjecho-Slowakije ·
Tunesië ·
Turkije ·
Uruguay ·
Verenigd Koninkrijk ·
Verenigde Staten ·
Wales ·
Wit-Rusland ·
Zuid-Afrika ·
Zuid-Korea ·
Zweden ·
Zwitserland
Argentinië (1978) ·
Argentinië (2006) ·
Argentinië (2014) ·
Argentinië (2022) ·
Australië (2014) ·
Brazilië (2014) ·
Chili (2014) · 
Costa Rica (2014) ·
Denemarken (2010) ·
Denemarken (2012) ·
Duitsland (2012) · 
Ecuador (2022) · 
Frankrijk (2008) ·
Italië (2008) ·
Ivoorkust (2006) ·
Japan (2010) ·
Kameroen (2010) ·
Mexico (2014) · 
Noord-Macedonië (2021) · 
Oekraïne (2021) · 
Oostenrijk (2021) · 
Portugal (2006) ·
Portugal (2012) ·
Portugal (2019) ·
Qatar (2022) ·
Roemenië (2008) ·
Rusland (2008) ·
San Marino (2011) ·
Senegal (2022) ·
Servië en Montenegro (2006) ·
Sovjet-Unie (1988) ·
Spanje (2010) ·
Spanje (2014) ·
Tsjechië (2021) · 
Uruguay (2010) ·
Verenigde Staten (2022) · 
West-Duitsland (1974)
FFUSSR · A-internationals · Bondscoaches · Vrouwenelftal van de Sovjet-Unie · Sovjet-Unie U18 · Sovjet-Unie U16
1920 – 1929 · 
1950 – 1959 · 
1960 – 1969 · 
1970 – 1979 · 
1980 – 1989 · 
1990 – 1992
EK 1960 · 
EK 1964 · 
EK 1968 · 
EK 1972 · 
EK 1976 · 
EK 1980 · 
EK 1984 · 
EK 1988 · 
EK 1992** 
WK 1958 · 
WK 1962 · 
WK 1966 · 
WK 1970 · 
WK 1974 · 
WK 1978 · 
WK 1982 · 
WK 1986 · 
WK 1990
OS 1952 ·
OS 1956 ·
OS 1960 · 
OS 1964 · 
OS 1968 · 
OS 1972 ·
OS 1976 ·
OS 1980 ·
OS 1984 · 
OS 1988
1923 · 
1924 · 
1925 · 
1926–1951 · 
1952 · 
1953 · 
1954 · 
1955 · 
1956 · 
1957 · 
1958 · 
1959 · 
1960 · 
1961 · 
1962 · 
1963 · 
1964 · 
1965 · 
1966 · 
1967 · 
1968 · 
1969 · 
1970 · 
1971 · 
1972 · 
1973 · 
1974 · 
1975 · 
1976 · 
1977 · 
1978 · 
1979 · 
1980 · 
1981 · 
1982 · 
1983 · 
1984 · 
1985 · 
1986 · 
1987 · 
1988 · 
1989 · 
1990 · 
1991 · 
1992** 
Algerije ·
Argentinië ·
België ·
Brazilië ·
Bulgarije ·
Canada ·
Chili ·
China ·
Colombia ·
Costa Rica ·
Cyprus ·
DDR ·
Denemarken ·
Duitsland ·
El Salvador ·
Engeland ·
Finland ·
Frankrijk ·
Griekenland ·
Guatemala ·
Hongarije ·
Ierland ·
IJsland ·
India ·
Iran ·
Israël ·
Italië ·
Japan ·
Joegoslavië ·
Kameroen ·
Koeweit ·
Luxemburg ·
Marokko ·
Mexico ·
Nederland ·
Nieuw-Zeeland ·
Noord-Ierland ·
Noord-Korea ·
Noorwegen ·
Oostenrijk ·
Peru ·
Polen ·
Portugal ·
Roemenië ·
Schotland ·
Spanje ·
Syrië ·
Tsjecho-Slowakije ·
Tunesië ·
Turkije ·
Uruguay ·
Verenigde Staten ·
Wales ·
Zweden ·
Zwitserland
België (1982) ·
Duitsland (1972) ·
Joegoslavië (1960) ·
Nederland (1988) ·
Polen (1982) ·
Spanje (1964)
** = Onder de naam Gemenebest van Onafhankelijke Staten